# У Германтов
«У Германтов» (также «В сторону Германтов», «Сторона Германтов», «Германт»; фр. Le côté de Guermantes; 1920—1921) — третий том эпопеи Марселя Пруста «В поисках утраченного времени». Он занимает в романе центральное место, связывая старые сюжетные нити предыдущих томов с намеченными новыми, подробно описанными в последующих четырёх книгах. Главный герой романа уже прошёл через стадию отрочества. Он уже имеет некоторый опыт в сердечных делах, и теперь готов целиком посвятить себя полноценной социализации во взрослой жизни.
Прообразом Германтов стало знатное французское семейство Ревейонов. Фамилия «Германты» была выбрана Прустом неслучайно. Она словно навевает воспоминания о периоде раннесредневековой Франции, когда страной правили преимущественно германские феодалы, ставшие родоначальниками большинства последующих поколений французской знати. Третья книга посвящена описанию нравов и традиций французского высшего общества, с которыми сталкивается главный герой. В книге присутствует социальная критика, сочетающаяся с многочисленными лирическими зарисовками и различными философскими отступлениями.
На русском языке книга впервые опубликована в 1936 году в переводе Адриана Франковского («Германт»), в 1980 году вышел новый перевод Николая Любимова («У Германтов»), в 2020 — перевод Елены Баевской («Сторона Германтов»).